# Pittosporum poumense
Pittosporum poumense är en tvåhjärtbladig växtart som beskrevs av André Guillaumin. Pittosporum poumense ingår i släktet Pittosporum och familjen Pittosporaceae. Inga underarter finns listade.